# 朴木金山
朴木金山（ほおのききんざん、ほうのききんざん）は、岩手県紫波郡紫波町佐比内字砥ケ崎に存在した金の鉱山。朴木山金山・朴木沢金山とも呼ばれる。
盛岡藩最大規模の金山として知られ、「朴木」は史料によっては厚朴、朴とも記される。

## 概要
朴沢最上流部の六千枚平において元和8年（1622年）から開発が行われ、金山師の丹波弥十郎が大判6,500枚もの運上金で採掘を請け負って話題となった。最盛期には人口13,000人、戸数2,120軒を誇ったほか、歌舞伎や相撲の興行もあり、遊郭には江戸から300人、仙台から250人の遊女が集まったとされる。また、六千枚平の北にある宮古平は宮古から多くの遊女が移り来た場所と伝える。盛岡藩の直山となった時期もあったが、発見からわずか30年ほどで衰退し、以降は小規模な採掘が行われるにとどまった。第二次世界大戦終結後にも数代の所有者による探査が行われ、後に三菱金属鉱業が隣接する洞ケ沢金山とともに早池峰鉱山と改称し、昭和60年代まで探査を進めたが発展せずまもなく放棄され、昭和61年（1986年）に閉山となった。
江戸時代の本金山には一種の治外法権があったため、キリスト教の摘発はそれほど厳しくなかった。千余人の鉱夫の中には多くの隠れキリシタンが含まれており、付近には隠れキリシタンの墓や遺物（マリヤ観音）が残っている。
鉱床は古生代ペルム紀の粘板岩を貫く中－深熱水性含金・タングステン石英脈で、脈幅は20～30cm、品位は3～8g/tであったが、一部に自然金が肉眼鉱として産出するところもあった。自然金の濃集する部分には母岩の薄層を挟んで銀黒鉱に似た縞状構造をなす部分があったが、銀黒鉱と違い銀鉱物を伴わない。